# Karlos Nasar
Karlos Mej Nasar (in bulgaro Карлос Мeй Насар?; Parigi, 12 maggio 2004) è un sollevatore bulgaro campione olimpico, mondiale ed europeo, attivo nelle categorie dei pesi medi (fino a 81 kg.), dei pesi massimi leggeri (fino a 89 kg.) e dei pesi medio-massimi (fino a 96 kg.).

## Carriera
Nato in Francia da padre libanese e madre bulgara, Karlos Nasar si è messo in luce già nelle categorie giovanili, diventando campione mondiale giovanile nel 2019.
Ha debuttato nelle categorie senior a livello internazionale in occasione dei Campionati europei di Mosca 2021, all'età di 17 anni non ancora compiuti, ottenendo la medaglia d'argento nella categoria dei pesi medi con 369 kg. nel totale, battuto per 1 kg. dall'italiano Antonino Pizzolato.
Lo stesso anno Nasar ha conquistato la medaglia d'oro ai Campionati mondiali di Tashkent con 374 kg. nel totale, realizzando il record mondiale nella prova di slancio.
Nei tre anni successivi Nasar ha vinto due medaglie d'oro ed una medaglia d'argento ai Campionati europei nella categoria dei pesi massimi leggeri.
In occasione del titolo europeo vinto a Erevan 2023, ha stabilito il record mondiale nella prova di slancio e nel totale.
Nella stessa categoria ha conquistato il titolo olimpico a Parigi 2024 con 404 kg. nel totale, realizzando il record mondiale nella prova di slancio e nel totale.
Qualche mese dopo ha conquistato il suo secondo titolo mondiale ai Campionati mondiali di Manama 2024 con 405 kg. nel totale, realizzando anche in questa occasione due record mondiali, uno nella prova di strappo ed uno nel totale.
Nel 2025, dopo essere passato alla categoria superiore dei pesi medio-massimi, ha vinto la medaglia d'oro ai Campionati europei di Chișinău con 417 kg. nel totale, nuovo record mondiale, battendo anche il record mondiale della prova di strappo.